# 1000 немовлят
«1000 немовлят» — індійський кримінальний міні -трилер 2024 року мовою малаялам режисера Наджима Коя.   Сценаристи серіалу Наджім Коя та Аруз Ірфан, оператор Фаїз Сіддік . Серіал вийшов на Disney+ Hotstar 18 жовтня 2024 року. 

## Синопсис сюжету
Сара Усепх (Ніна Ґупта) страждає від галюцинацій, ймовірно, пов'язаних із її минулим, коли вона працювала головною медсестрою акушерського відділення. Після виходу на пенсію вона живе зі своїм сином Бібіном Усепхом (Санджу Сіврам) у Мундаккаямі. Сара дуже контролює його, і Бібін, схоже, це приймає. Він працює лаборантом у місцевій лабораторії та піклується про всі потреби матері.
В один доленосний день Сара розкриває Бібіну деякі тривожні секрети, пов’язані з її минулим. Не в силах змиритися з тим, як Сара змінила його долю, Бібін нападає на неї та тікає з її щоденниками. Сару доставляють до лікарні, де вона просить лікаря організувати зустріч з місцевим інспектором та юридичним консультантом. Вона передає їм два листи: один для поліції та один для магістрату (Джой Метью). Невдовзі після цього Сара помирає, і поліція вирішує не розслідувати її злочини, оскільки розголошення секретів Сари могло б створити соціальну проблему, з якою важко було б впоратися.
Однак правда перемагає Бібіна, і він вирішує піти та дізнатися більше про своїх батьків. Як тільки він дізнається, що дитина, яку він обміняв, погано поводилася з батьками, він вирішує змусити її піти геть і підступно вигадує план, який приведе до її смерті.
Маючи всю інформацію про немовлят, яких його прийомна мати підмінила, він розпочинає ретельний перегляд кожного випадку за допомогою однодумців, які поділяють його ідеологію, з наміром усунути з життя тих, хто, на його думку, не виправдав отриманих можливостей. Однак він також починає надсилати серію загадкових листів своєму другові, що привертає увагу поліції Керали. За його справу береться поліція під керівництвом Аджі Курієна (Рахман).

## Акторський склад
- Ніна Гупта — Сара Узеф
- Рахман — Ч. І. Аджі Куріан
- Санджу Сіврам — Бібін Усеф/Найсам Алі/Харшан
- Джой Метью — суддя Семюел К. Сем
- Аділь Ібрагім — С. І. Анзарі
- Ашвін К. Кумар — Санджив Крішна / SK
- Дейн Девіс у ролі Суніра
- Шаджу Срідхар — Вінод Панкаджакшан
- Вівія Сант
- Іршад як MLA Pinto
- Срікант Муралі
- Радхіка Радхакрішнан
- Адвокат Раджан

## Виробництво
Виробництво серіалу почалося в травні 2023 року.  Раніше він мав назву «1000+ немовлят», а потім змінився на поточну назву.  Це ознаменувало повернення Ніни Гупти до малаяламської мови після 32 років перерви. 

## Випуск
Тизер серіалу вийшов 23 серпня 2024 року.  Трейлер був випущений 9 жовтня 2024 року, а датою виходу було оголошено 18 жовтня 2024 року.  Серіал вийшов 18 жовтня 2024 року на Disney+ Hotstar . 

## Відгуки
Серіал отримав позитивні відгуки від критиків та глядачів. Ґаятрі Крішна з OTTPlay оцінила серіал на 3,5 з 5 зірок і написала: «Добре зроблений кримінальний трилер, який тримає глядачів у напрузі завдяки чудовій акторській грі». Крісті Розі Сібі з The Week оцінила серіал на 3/5 і зазначила: «Заплутаний психологічний серіал, що базується на зручностях сюжету».